# Dusona karkil
Dusona karkil là một loài tò vò trong họ Ichneumonidae.